# Muhima
Muhima est un secteur (umurenge) situé dans la partie ouest de la ville de Kigali dans la province de Kigali, rattachée au district de Nyarugenge, au Rwanda.

## Démographie
En 2012 , la population de Muhima était de 29 768 habitants.
Selon le recensement de 2022, le secteur comptait une population total de 22 531 habitants, répartis entre 12 286 hommes et 10 245 femmes
L'Autorité rwandaise de gestion de l'environnement a émis l'hypothèse que le déséquilibre entre le nombre d'hommes et de femmes s'expliquerait par la tendance des hommes à migrer vers la ville pour chercher un emploi en dehors du secteur agricole, tandis que leurs épouses demeurent dans les zones rurales.
En 2022, la population était entièrement urbaine, avec un taux d'urbanisation de 100 %. Le secteur présente une population relativement jeune : 22,1 % des habitants ont moins de 15 ans, 75,7 % sont âgés de 15 à 64 ans, et seulement 2,2 % ont plus de 64 ans.

## Zones résidentielles
Les secteurs sont subdivisés en sept unités administratives plus petites, Ubumwe, Rugenge, Nyabugogo, Kabeza, Tetero, Kabasengerezi et Amahoro.

## Religion
Muhima abrite l'église catholique de la Sainte-Famille.